# Phyllophaga neglecta
Phyllophaga neglecta är en skalbaggsart som beskrevs av Blanchard 1851. Phyllophaga neglecta ingår i släktet Phyllophaga och familjen Melolonthidae. Inga underarter finns listade i Catalogue of Life.